# Eupithecia djakonovi
Eupitecia djakonovi es una especie de polilla de la familia Geometridae. La especie fue descrita por primera vez por Yuri Sthchetkin en 1956 con distribución en Tayikistán.